# Albrecht Schaeffer

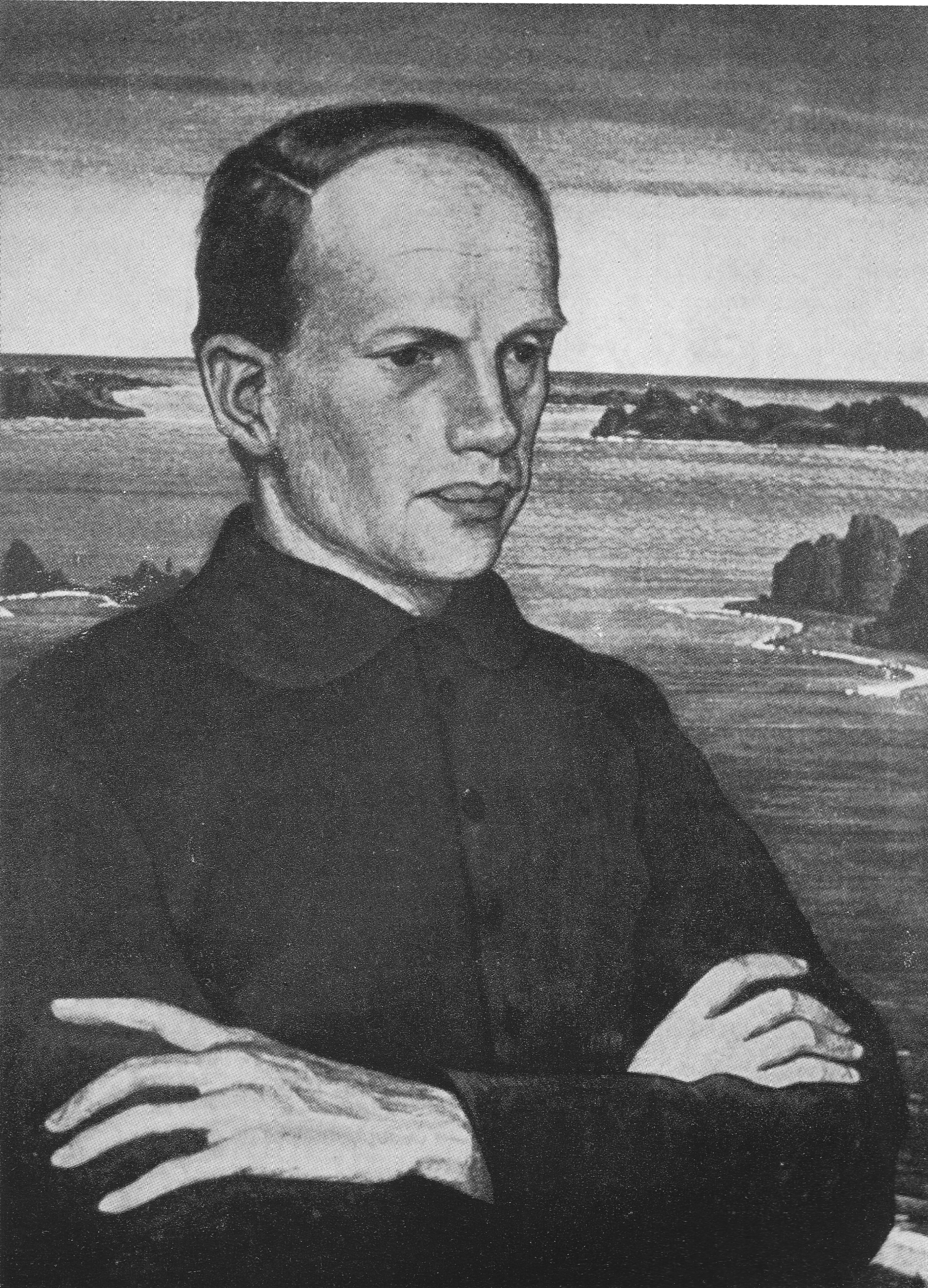
Albrecht Schaeffer auf einem Gemälde von Herbert Reyl

Albrecht Schaeffer (* 6. Dezember 1885 in Elbing; † 5. Dezember 1950 in München) war ein deutscher Schriftsteller. Sigmund Freuds letzter Brief war an Schaeffer gerichtet, Freud sprach ihn darin als „mein Dichter“ an.

## Leben
Albrecht Schaeffer wuchs als Sohn des Architekten Paul Schäffer (er entwarf das 1909–1912 errichtete Gebäude der Oberpostdirektion Hannover in der Zeppelinstraße) in Hannover auf, wo er am Lyceum II das Abitur ablegte. Er studierte in München, Marburg und Berlin. Seit 1911 lebte Schaeffer als freier Schriftsteller zunächst in Hannover. Ab 1915 wohnte er mit seiner Frau Irma geb. Bekk und seinem Sohn in Berlin, von 1919 bis 1931 in Neubeuern im oberbayerischen Landkreis Rosenheim und ab 1931 in Rimsting am Chiemsee. Er gehörte zum befreundeten Umfeld von Regina Ullmann.
Abgestoßen vom Nationalsozialismus, vor allem aber wegen der "halbjüdischen" Kinder aus der ersten Ehe seiner zweiten Frau Olga geb. Heymann und auch wegen seiner eigenen Kinder aus seiner zweiten Ehe, emigrierte er im März 1939 über Kuba in die USA. Dort gründete er mit seiner Frau in Croton on Hudson (New York) ein Heim für Emigrantenkinder. Andere deutsche Schriftsteller unterstützten ihn materiell im Exil, unter anderen auch Thomas Mann, der seinen Briefen an Schaeffer Geldschecks beilegte.
Nach dem Tod seiner Frau kehrte er 1950 nach Deutschland zurück, starb aber schon im selben Jahr an einem Herzanfall in einer Münchener Straßenbahn. Sein Grab befindet sich auf dem Stadtfriedhof Engesohde in Hannover (Abteilung 9 H, Grabnummer 500–501). Das Ehrengrab liegt damit ganz in der Nähe der Güntherstraße in Hannover-Waldhausen, die eine wichtige Rolle im Helianth spielt. Schaeffers Nachlass liegt im Deutschen Literaturarchiv in Marbach.

## Künstlerisches Schaffen
„Schaeffers umfangreiches, weitgehend vergessenes Werk umfasst alle literarischen Gattungen, greift bevorzugt antike, mythologische und mythisch-mittelalterliche Themen auf“, jedoch auch zeitgenössische. Er übersetzte auch Werke von Oscar Wilde, Robert Louis Stevenson, Paul Verlaine, Apuleius und Homer.
Schaeffers Hauptwerk, der kunstvoll komponierte Roman Helianth, erschien zuerst 1920 im Insel-Verlag, damals mit dem Untertitel Bilder aus dem Leben zweier Menschen von heute und aus der norddeutschen Tiefebene in neun Büchern dargestellt. Das fast 2000 Seiten umfassende Werk spielt überwiegend im Oldenburger Land und in Hannover (die Stadt wird im Roman „Altenrepen“ genannt, abgeleitet von Honovere „Hohes Ufer“, dem lateinisch Alta ripa entspricht). Die Prosaformen werden kapitelweise variiert; erstmals in diesem Werk erscheinen Telefondialoge. Im amerikanischen Exil entstand im Jahr 1948 eine Neufassung, die 1995 vom Weidle-Verlag in Bonn herausgebracht wurde. Der Roman ist nach wie vor ein Geheimtipp für Literaturliebhaber.

## Werke (Auswahl)
Zahlreiche Romane (so Der Rosskamm von Lemgo, Gudula, Elli oder die sieben Treppen, Josef Montfort), Novellen (so Enak), auch ein Versepos (Parsival) und andere verteilen sich auf zahlreiche Verlage.
Chronologisch – nach Nennung der Erstausgaben bei OpenLibrary:
- Die Sage von Odysseus. 1900 (Insel-Bücherei 87/2)
- Des Michael Schwertlos vaterländische Gedichte. Insel Verlag, Leipzig 1915 online – Internet Archive
- Josef Montfort. Insel Verlag, Leipzig 1918
- Gudula oder Die Dauer des Lebens – Erzählung. Insel Verlag, Leipzig 1918
- Elli oder sieben Treppen. Insel Verlag, Leipzig 1919
- Helianth. Von diesem Roman existieren drei Fassungen:
  - Erste Fassung 1920, tatsächlich erschienen im März 1921. Untertitel: Bilder aus dem Leben zweier Menschen von heute und aus der norddeutschen Tiefebene in neun Büchern dargestellt. 3 Bände. Insel-Verlag.
  - Zweite Fassung 1928, entstanden durch Kürzungen, die der Autor selbst vorgenommen hat. 2 Bände. (Bei antiquarischer Suche ist die dreibändige Erstausgabe eindeutig vorzuziehen!)
  - Dritte Fassung 1948, im Exil entstanden. Untertitel: Bilder aus dem Leben zweier Menschen nach der Jahrhundertwende. Erstmals 1995 publiziert: Hrsg. Rolf Bulang, mit einem Nachwort von Adolf Muschg. 3 Bände. Bonn: Weidle 1995. ISBN 978-3-931135-14-0.
- Der göttliche Dulder. Insel Verlag, Leipzig 1920 online – Internet Archive
- Der Raub der Persefone. Insel Verlag, Leipzig 1920 (Insel-Bücherei 331/1)
- Der Reiter mit dem Mandelbaum. Gesellschaft der Bücherfreunde, Chemnitz 1922 (Jahresgabe), Insel-Bücherei 229/2 (1925)
- Die Saalborner Stanzen. Insel Verlag, Leipzig 1922
- Dichter und Dichtung. Insel Verlag, Leipzig 1923 online – Internet Archive
- Elli oder sieben Treppen – Beschreibung eines weiblichen Lebens. Insel Verlag, Leipzig 1923
- Das Kleinod im Lotos. Insel Verlag, Leipzig 1923
- Die Treibjagd und zwei Legenden. Schaffstein, Köln 1924
- Das Prisma. Erzählungen und Novellen. Insel Verlag, Leipzig 1925
- Der verlorene Sohn. Koehler & Amelang, Leipzig 1925
- Die Schuldbrüder (Die Brüder Chamisso). Deutsche Buch-Gemeinschaft, Berlin 1926
- Mitternacht. Insel Verlag, Leipzig 1928
- Das nie bewegte Herz. Deutsche Buch-Gemeinschaft, Berlin 1931
- Nachtschatten. Insel Verlag, Leipzig 1932 (Insel-Bücherei 179/2)
- Der Rosskamm von Lemgo. Deutsche Buch-Gemeinschaft, Berlin 1933
- Der General. Rütten & Loening, Frankfurt a. M. 1934
- Cara. Rütten & Loening, Frankfurt a. M. 1936
- Heile, heile segen. Rütten & Loening, Potsdam 1937
- Aphaia. Rütten & Loening, Potsdam 1937
- Ruhland, Lebensbild eines Mannes. Rütten & Loening, Potsdam 1937
- Rudolf Erzerum. Neuer Verlag, Stockholm 1945
- Enak oder das Auge Gottes. Verlag Maria Honeit, Hamburg 1948
- Die goldene Klinke. Vereinigung Oltner Bücherfreunde, Olten 1950
- Der Auswanderer. Werner Wulff Verlag, Überlingen 1950
- Janna duCoeur. 1953
- Der grüne Mantel. Reclam, Stuttgart 1955
- Mythos. Abhandlungen über die kulturellen Grundlagen der Menschheit. Hrsg. und mit einem Nachwort von Walter Ehlers. Heidelberg: Schneider 1958. (Veröffentlichungen der Deutschen Akademie für Sprache und Dichtung, Darmstadt. 15) – Sein hochspekulatives Spätwerk, 1958
- Traumdeutung. Haffmans, Zürich 1985